# Daerah
Daerah is het Maleise woord voor deelgebied of district in Maleisië, Indonesië en Brunei. Het is afgeleid van het Arabische woord دائرة daïra, kring met meervoud dawaïr dat ook in Algerije en de Westelijke Sahara gebruikt wordt. Een daerah is in Brunei bestuurlijk opgedeeld in mukims.

## Historische daerah in Indonesië
Nederland en de Republik Indonesia waren in Linggadjati in 1946 overeengekomen dat Indonesië een federale staat zou worden onder de naam Verenigde Staten van Indonesië (VSI). De deelstaten werden negara's genoemd. Een negara kon weer worden verdeeld in daerahs. Met andere woorden dus: autonome gebieden of sub-deelstaten.
Voor de oprichting van de VSI in 1949 waren er al een aantal daerahs opgericht, zoals op Borneo. Maar in afwachting van het verdere verloop, sloten deze sub-deelstaten zich nog niet aan bij een negara en functioneerden in de korte tijd van hun bestaan dus als negara's. De negara Oost-Indonesië daarentegen bestond in zijn korte bestaan wél uit een aantal daerahs. Een van de daerahs die in opstand kwam tegen het eenheidsstreven van de Republik Indonesia was de daerah Zuid-Molukken. Deze sub-deelstaat riep de onafhankelijkheid uit als Republik Maluku Selatan.
Een daerah kende een hoofd en een uitvoerende raad.